# Télégraphone

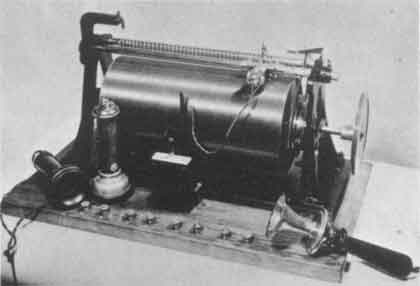
Un télégraphone modèle 1898.

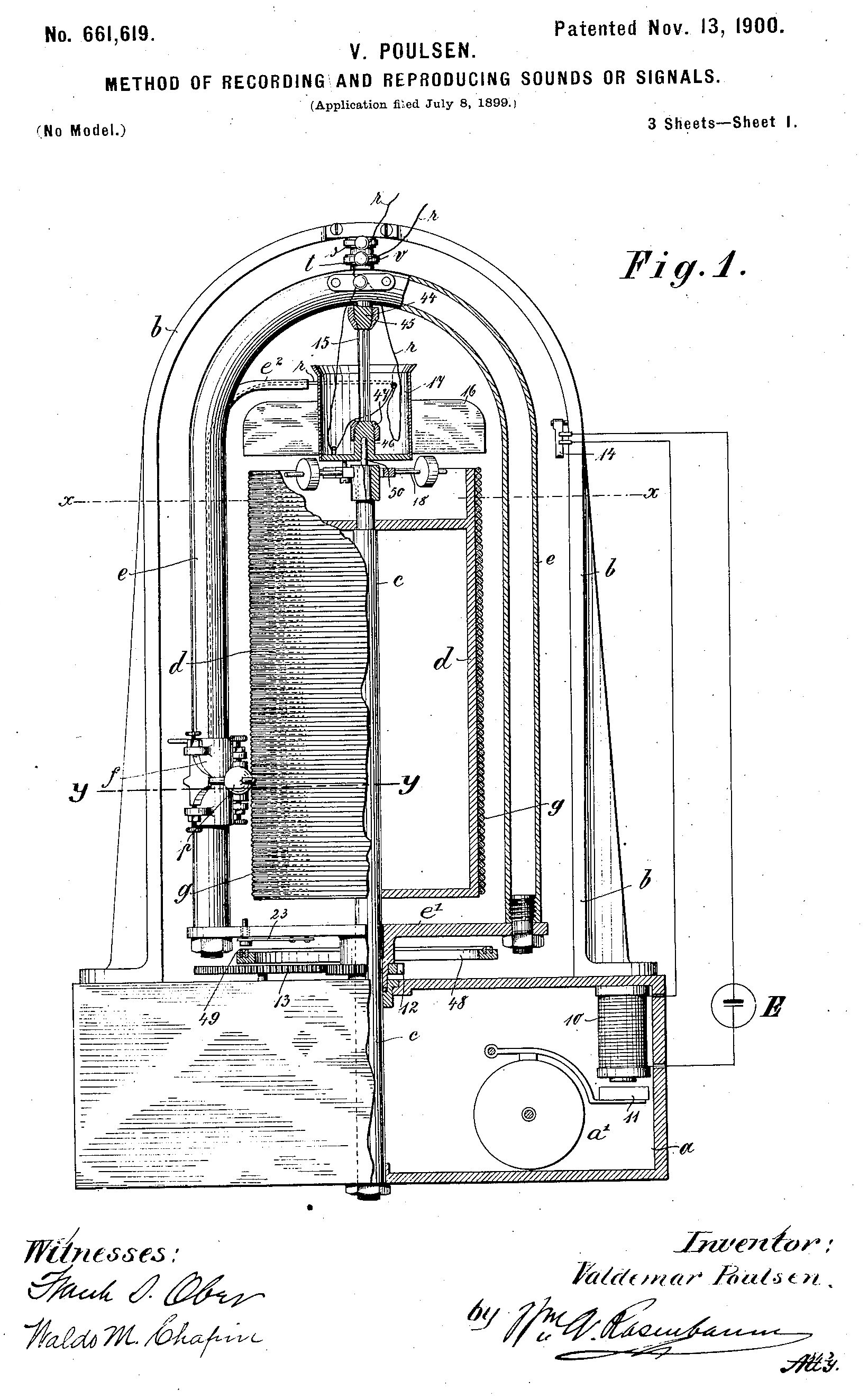
Brevet américain de Valdemar Poulsen pour un enregistreur magnétique à fil.

Le télégraphone est inventé par Valdemar Poulsen en 1898. Cet appareil est le premier à utiliser le principe de l'enregistrement magnétique, c'est-à-dire la magnétisation d'un support se déplaçant devant une tête d'enregistrement.

## Développement et principe
En 1898, Poulsen arrive à aimanter ponctuellement une lame en acier, ouvrant la voie à la possibilité du marquage d'un signal à enregistrer. Il applique cette technique à un fil d'acier tendu sur lequel il déplace un électroaimant relié à un microphone téléphonique, et comprend que la restitution du son enregistré peut être réalisée en remplaçant le microphone par un écouteur.
Le premier télégraphone utilise un fil d'acier comme support magnétique. Ce fil d'une épaisseur de 0,5 à 1 mm est enroulé autour d'une bobine. Lorsque la bobine tourne, le fil défile devant une tête d'enregistrement (bobine) qui magnétise le fil localement.
Pour lire le son, une tête de lecture (qui peut être la même que la tête d'enregistrement) transforme les variations du champ magnétique de la bande en signal électrique.

## Brevet et tentative d'exploitation commerciale
Poulsen dépose, en décembre 1898, le brevet d'un système complet d'enregistrement et de restitution qu'il baptise télégraphone. L'année suivante il brevète une machine avec laquelle la durée d'enregistrement est étendue grâce au remplacement du fil magnétique par une bande en acier enroulée sur une bobine, disposant de commandes de marche et d'arrêt automatiques, théorisant ainsi un répondeur téléphonique fonctionnel à bande magnétique, capable d'enregistrer le message d'un correspondant. Aucun de ces appareils n'a d'amplification électronique, mais le signal enregistré est suffisamment fort pour être entendu dans un écouteur ou même transmis sur un fil téléphonique. 
Malgré les efforts de leur inventeur pour le promouvoir, notamment lors de l'Exposition universelle de 1900 à Paris où Poulsen enregistre la voix de l'empereur François-Joseph Ier d’Autriche — il s'agit du plus vieil enregistrement magnétique audio —, le télégraphone n'a pas de succès. Henri Bouasse dit du télégraphone dans son Cours de physique : « Devant de telles inventions, on ne sait ce qu'il faut admirer le plus : leur extrême ingéniosité ou leur parfaite inutilité. »